# Yodel It!
Chansons représentant la Roumanie au Concours Eurovision de la chanson
De la capăt
(2015) Goodbye
(2018)
Yodel It! (en français « Yodel-le ! ») est une chanson d'Ilinca et Alex Florea sortie le 30 janvier 2017 sous le label Cat Music et représentant la Roumanie au Concours Eurovision de la chanson 2017 à Kiev. Initialement prévue pour représenter la Suisse lors du concours par le groupe Timebelle accompagné d'Ilinca, la chanson est finalement remise à Ilinca seule. Le producteur et la chanteuse estimant le résultat incomplet, Florea est par la suite choisi en featuring sur la chanson. Yodel It! est un mélange de jodle, rap, rock, pop et hip-hop, dans lequel Ilinca jodle pendant le refrain. Les paroles optimistes du refrain sont comparées à Shake It Off de Taylor Swift.